# Sericoderus visnyae
Sericoderus visnyae is een keversoort uit de familie molmkogeltjes (Corylophidae). De wetenschappelijke naam van de soort werd in 1940 gepubliceerd door Csiki.